# Hsu Ching-wen
Hsu Ching-wen (chinesisch 徐竫雯, Pinyin Xú Jìng-wén; * 19. August 1996 in Kaohsiung) ist eine ehemalige taiwanische Tennisspielerin.

## Karriere
Hsu, die laut ITF-Profil Hartplätze bevorzugte, spielte hauptsächlich Turniere auf der ITF Women’s World Tennis Tour, bei denen sie fünf Titel im Einzel und 12 im Doppel gewinnen konnte. Bei den Australian Open 2013 erreichte sie sowohl im Juniorinneneinzel als auch im Juniorinnendoppel zusammen mit ihrer Partnerin Harriet Dart das Achtelfinale. Bei den Taipei Ladies Open erreichte sie mit ihrer Partnerin 2012 und 2015 das Viertelfinale im Doppel. Auf der WTA Tour erhielt sie 2016 eine Wildcard für die Taiwan Open.
Im April 2016 gab Hsu Ching-wen ihr Debüt für die taiwanische Fed-Cup-Mannschaft; ihre Fed-Cup-Bilanz weist drei Siege bei fünf Niederlagen aus.
Ihr bislang letztes internationales Turnier spielte Hsu im November 2019. Sie wird in der Weltrangliste nicht mehr geführt.

## Turniersiege

### Einzel
| Nr. | Datum           | Turnier       | Kategorie   | Belag     | Finalgegnerin      | Ergebnis       |
| --- | --------------- | ------------- | ----------- | --------- | ------------------ | -------------- |
| 1.  | 19. Januar 2014 | Saint Martin  | ITF $10.000 | Hartplatz | Sonja Molnar       | 4:6, 6:4, 6:0  |
| 2.  | 9. August 2014  | Bangalore     | ITF $10.000 | Hartplatz | Fatma Al-Nabhani   | 6:4, 6:4       |
| 3.  | 29. März 2015   | Nishitama-gun | ITF $10.000 | Hartplatz | Kyōka Okamura      | 6:3, 3:6, 6:4  |
| 4.  | 4. April 2015   | Dehra Dun     | ITF $10.000 | Hartplatz | Nungnadda Wannasuk | 7:64, 6:4      |
| 5.  | 16. Mai 2015    | Nashik        | ITF $10.000 | Sand      | Sri Peddi Reddy    | 6:4, 4:6, 7:65 |

### Doppel
| Nr. | Datum            | Turnier     | Kategorie   | Belag     | Partnerin           | Finalgegnerinnen                       | Ergebnis          |
| --- | ---------------- | ----------- | ----------- | --------- | ------------------- | -------------------------------------- | ----------------- |
| 1.  | 24. Januar 2014  | Petit-Bourg | ITF $10.000 | Hartplatz | Wendy Zhang         | Audrey Albié Manon Péral               | 7:5, 6:0          |
| 2.  | 6. März 2015     | Jiangmen    | ITF $10.000 | Hartplatz | Tang Haochen        | Jiang Xinyu Tang Qianhui               | 6:4, 6:3          |
| 3.  | 29. Mai 2015     | Bangkok     | ITF $10.000 | Hartplatz | Nungnadda Wannasuk  | Kamonwan Buayam Dabin Kim              | 4:6, 7:64, [10:3] |
| 4.  | 19. Februar 2016 | Neu-Delhi   | ITF $25.000 | Sand      | Lee Ya-hsuan        | Natela Dsalamidse Weronika Kudermetowa | 6:0, 0:6, [10:6]  |
| 5.  | 22. Mai 2016     | Kurume      | ITF $50.000 | Rasen     | Xenija Lykina       | Dalma Gálfi Xu Shilin                  | 7:65, 6:2         |
| 6.  | 1. Dezember 2017 | Indore      | ITF $15.000 | Hartplatz | Dea Herdželaš       | Albina Xabibulina Xenija Palkina       | 6:2, 6:1          |
| 7.  | 8. Dezember 2017 | Solapur     | ITF $15.000 | Hartplatz | Pranjala Yadlapalli | Maya Jansen Erin Routliffe             | 7:5, 1:6, [10:6]  |
| 8.  | 20. Januar 2018  | Orlando     | ITF $25.000 | Sand      | Guo Hanyu           | Ulrikke Eikeri Ilona Kremen            | 6:3, 3:6, [12:10] |
| 9.  | 23. Juni 2018    | Daegu       | ITF $25.000 | Hartplatz | Chang Kai-chen      | Shiho Akita Misaki Doi                 | 2:1 Aufgabe       |
| 10. | 2. Februar 2019  | Launceston  | ITF W60     | Hartplatz | Chang Kai-chen      | Alexandra Bozovic Isabelle Wallace     | 6:2, 6:2          |
| 11. | 23. März 2019    | Kōfu        | ITF W25     | Hartplatz | Chang Kai-chen      | Emina Bektas Tara Moore                | 6:1, 6:3          |
| 12. | 30. März 2019    | Kōfu        | ITF W25     | Hartplatz | Chang Kai-chen      | Xun Fangying You Xiaodi                | 6:3, 6:4          |